# Pachyanthus ovatus
Pachyanthus ovatus är en tvåhjärtbladig växtart som beskrevs av Célestin Alfred Cogniaux. Pachyanthus ovatus ingår i släktet Pachyanthus och familjen Melastomataceae. Inga underarter finns listade i Catalogue of Life.